# Jørgen Meldgaard
Jørgen Laursen Meldgaard (7. marts 1927 i Skive – 9. marts 2007) var en dansk arkæolog og museumsinspektør ved Nationalmuseet.
Jørgen Meldgaard var internationalt kendt for sit arbejde med at kortlægge den arktiske forhistorie, især Grønlands. Meldgaard udpegede blandt andet i 1956 det sted, hvor nordiske opdagelsesrejsende sandsynligvis var kommet til Newfoundland, hvilket senere udgravninger bekræftede.
I perioden 1959-1997, hvor han gik på pension, var Meldgaard ansat ved Nationalmuseet, og han var kendt fra fjernsynet i dette medies tidlige år, hvor han formidlede sin viden. I 1960'erne var han ankermand bag flere ekspeditioner til blandt andet Iran.
Jørgen Meldgaard modtog flere priser, blandt andet Grønlands hjemmestyres fortjenstmedalje Nersornaat i sølv i 1997, samt Hans Egede medaljen.

## Forfatterskab

### På internettet
- Jørgen Meldgaard: "Grønlændere i tre tusinde år I" (Tidsskriftet Grønland 1958, Nr. 4; s. 121-129)
- Jørgen Meldgaard: "Grønlændere i tre tusinde år II" (Tidsskriftet Grønland 1958, Nr. 5; s. 170-178)
- Jørgen Meldgaard: "Om de gamle nordboer og deres skæbne" (Tidsskriftet Grønland 1961, Nr. 3; s. 93-102)
- Jørgen Meldgaard: "Tjodhildes kirke på Brattalid" (Tidsskriftet Grønland 1964, Nr. 8; s. 281-299)
- Jørgen Meldgaard: "Nordboernes Vesterbygd" (Tidsskriftet Grønland 1966, Nr. 12; s. 401-412)
- Jørgen Meldgaard: "Inuit-nordbo undersøgelsen, 1976" (Tidsskriftet Grønland 1976, Nr. 2; s. 33-44)
- Jørgen Meldgaard: "Tjodhildes Kirke – den første fundberetning" (Tidsskriftet Grønland 1982, Nr. 5; s. 151-162)
- Jørgen Meldgaard: "Bopladsen Qajaa i Jakobshavn Isfjord" (Tidsskriftet Grønland 1991, Nr. 4; s. 191-205)